# Herrn Arnes Schatz (1954)
Verlorene Liebe (Originaltitel: Herr Arnes penningar) ist ein schwedischer Spielfilm aus dem Jahr 1954 von Gustaf Molander. Das Drehbuch verfasste Jan Fridegård zusammen mit dem Regisseur. Es basiert auf dem Roman Herrn Arnes Schatz von Selma Lagerlöf. Das Werk war bereits 1919 unter dem Titel „Herrn Arnes Schatz“ verfilmt worden. Die Hauptrollen sind mit Ulla Jacobsson, Ulf Palme und Anders Henrikson besetzt. Seine Premiere hatte der Film am 16. Dezember 1954 in Schweden. In der Bundesrepublik Deutschland konnte man das Werk erstmals am 25. Februar 1955 auf der Leinwand sehen.

## Handlung
1574 auf Schloss Gripsholm in Schweden: Vieles deutet darauf hin, dass einige aus der Leibgarde des 
Königs Johann III. an einer Verschwörung gegen den Herrscher beteiligt sind. Nachdem die Vermutung zur Gewissheit geworden ist, werden die Schuldigen gefangen gesetzt. Zu ihnen gehören auch die schottischen Offiziere Sir Archi, Sir Reginald und Sir Philipp, die bisher als Söldner dem Schwedenkönig gedient haben. Bald jedoch gelingt den dreien die Flucht in die (damals) dänische Hafenstadt Marstrand, von wo aus sie in ihre schottische Heimat weiterreisen wollen. Sie müssen aber warten, bis das Meer eisfrei ist. Da kommt ihnen zu Ohren, der Pastor des Ortes verwahre eine Kiste voller Gold. Sie beschließen, den Schatz an sich zu reißen. Als sich die Hausbewohner schlafen gelegt haben, dringen die Schotten ein. Der Pfarrer erwacht und will die Männer von ihrem Tun abhalten. Wütend massakrieren die Eindringlinge die ganze Pfarrersfamilie und das Gesinde. Danach stecken sie das Haus in Brand. Nachbarn sehen das Feuer und eilen zum Pfarrhaus. Beim Löschen entdecken sie Elsalill, die Freundin der Enkelin Berghild, die allein den Anschlag überlebt hat. Nachdem die Helfer gesehen haben, was geschehen ist, nehmen sie die Spur der Mörder auf. Diese führt bis zum Meer und auf das Eis hinaus.
Elsalill ist von Torarin und seiner Frau in ihrem Fischerhäuschen aufgenommen worden. Eines Tages tauchen in Marstrand auch die drei Mörder auf, denen die Heimfahrt immer noch durch das Eis verwehrt ist. Im Gegensatz zu früher haben sie sich jetzt als vornehme Edelleute gekleidet. Bald begegnen sie Elsalill und kommen mit ihr ins Gespräch. Dabei hören sie von ihrer eigenen blutigen Tat und erfahren, dass Elsalill das Massaker rächen will.
Den Kapitän der im Eis feststeckenden Galeere, die die Schotten in ihre Heimat bringen soll, plagen böse Ahnungen, weil allein von seinem Schiff das Eis nicht weichen will. Er erinnert sich an die Erzählung vieler Seeleute, dass dieses Schicksal immer dann eintrete, wenn ein Schiff unrecht Gut geladen habe.
Elsalill und Sir Archi verlieben sich ineinander. Eines Tages erscheint dem Mädchen der schattenhafte Geist Berghilds und bezeichnet Archi als ihren Mörder. Entsetzt sucht Elsalill Trost in der Kirche. Dort wird sie bald von Archi gefunden. Nach langem Zureden verspricht ihm das Mädchen, mit nach Schottland zu gehen. Es dauert aber nicht lange, bis Elsalill erneut von Berghilds Geist heimgesucht wird, der sie jetzt zwingt, dem Stadthauptmann das Verbrechen zu melden und die Mörder zu nennen. Kaum hat sie dies getan, begibt sie sich in die Schänke, in der sich die Verbrecher aufhalten, und widerruft gegenüber Sir Archi ihr Versprechen. Gleichzeitig aber warnt sie ihn vor dem Stadthauptmann. Da trifft die Nachricht ein, die Schotten sollen sich zu der Galeere begeben; das Eis sei im Weichen. Schon nahen die Wachen des Stadthauptmanns, um die drei Fremden zu verhaften. Während Reginald und Philipp die Flucht aufs Schiff gelingt,  packt Archi Elsalill und nimmt sie auf seine Arme. Ein Speer trifft das Mädchen und verletzt es tödlich. Archie gelingt es, mit der Leiche das Schiff zu erreichen. Er schwört, sie zu seiner ewigen Sühne in Schottland zu bestatten.
Der Kapitän der Galeere lässt die drei Verbrecher durch seine Mannschaft festnehmen und übergibt sie der staatlichen Ordnungsmacht. Beim Einbruch der Dunkelheit nähert sich dem Schiff eine Schar schwarz gekleideter Frauen. In einer feierlichen Prozession bringen sie die tote Elsalill an Land zurück. Plötzlich zersplittert unter dem Schiff das Eis und macht ihm den Weg frei.

## Kritik
Das Lexikon des internationalen Films vergleicht den Film mit dem gleichnamigen Stummfilm aus dem Jahr 1919. Es zieht folgendes Fazit: „Neuverfilmung des Romans […] von Selma Lagerlöf […] – ansatzweise im Stil einer mittelalterlichen Chronik gearbeitet. Gustaf Molander, der 1919 das Drehbuch zu dem schönen und berühmten Stummfilm von Mauritz Stiller mitgeschrieben hatte, bringt diesmal eine schaurig sentimentale Moritat zustande.“

## Filmprogramme
Programm zum Film: Illustrierte Film-Bühne, Verlag FILM-BÜHNE GmbH, München, Nummer 2681. Auch Das Neue Filmprogramm, Verlag H. Klemmer, Neustadt an der Weinstraße und das österreichische Das Programm von heute, Nummer 363, erschienen unter dem Titel Verlorene Liebe.